# Лим Дже
Лим Дже, Лим Чже, (кор. 임제 林悌; 1549, Наджу — 1587) — корейский поэт и писатель. Псевдонимы — Пэкхо («Белое озеро») и Кёмджэ.

## Биография
Родился в семье военного чиновника-янбана. До 20 лет вёл разгульную богемную жизнь, пока не начал обучение у поэта Сон Уна, жившего в горах Соннисан. Продолжая посещать таверны и бордели, в 23 года стал готовиться к сдаче экзамена на чиновника. После нескольких попыток экзамен был сдан, и, когда Лим Дже было 28 лет, он, получив звание магистра, оставил учителя. Однако ему быстро наскучила служба в ведомстве церемоний, и он вернулся к поэзии и разгулу. Оставил несколько сиджо о девушках-кисэн, которых встречал в жизни. Покончил с собой в возрасте 38 лет. Многие его стихи приобрели широкую популярность.

## Творчество
Острой сатирой наполнены его аллегорические повести, написанные на ханмуне. В повести «Мышь под судом» критикуются чиновники-казнокрады и злоупотребления в суде. В «Истории цветов», где герои — властолюбивые цветы и травы, показана борьба группировок внутри правящего класса. Повесть «Город печали» — плод раздумий писателя над историей страны. Произведения Лим Чже сыграли большую роль в становлении художественной прозы в Корее.
Пример поэзии.
По дороге в Пхеньян, где его ожидал административный пост, данный королём Сонджо, он остановился в Кэсоне, чтобы отдать почести могиле известной Кисэн (гейши) и поэтессы Хван Чжин И («Полная луна»). Там же он сочинил это сиджо.
Здесь в долине реки под высокой травой

Ты ль покоишься тихо?

И лицо твоё юное здесь ли лежит

Или только лишь белые кости?

А вино не разделишь со мной?

Я траву им сейчас окроплю.

(Перевод автора статьи)